# San Vicente (kommun), Colombia
San Vicente är en kommun i Colombia.   Den ligger i departementet Antioquía, i den centrala delen av landet, 240 km nordväst om huvudstaden Bogotá. Antalet invånare är 19 438. Arean är 243 kvadratkilometer.
Terrängen i San Vicente är varierad.